# 皋月和梅的家
皋月和梅的家（日语：サツキとメイの家）是一棟位在日本愛知縣長久手市的愛·地球博紀念公園園內，所展示的住家設施。此設施主題是忠實呈現出動畫電影《龍貓》中登場的草壁一家人住所。

## 歷史
2005年3月至9月期間，世界博覽會在日本愛知縣裡舉辦。當時位在長久手市的會場上，有打造一間由吉卜力工作室於1988年推出的動畫電影《龍貓》裡頭，主角草壁皋月與草壁梅姊妹所居住的一棟昭和年代房子。該房子外觀的造型靈感，來自於《龍貓》導演宮崎駿在二次大戰爆發期間疏散到栃木縣鹿沼市時，暫時待的一間混合著和式與西式風格住家。
因《龍貓》在日本有不低的人氣，皋月和梅的家成為當時會場中受遊客注目的景點。在世界博覽會結束後，許多日本其它地方政府都表態對此設施去留有很高的興趣，就在愛知縣政府計畫要將活動結束的長久手市會場改建成愛·地球博紀念公園後，愛知世界博覽會單位表示願意免費將皋月和梅的家轉交給愛知縣政府，使它能繼續留在原地開放給觀光客使用。
之後在2017年，愛知縣地方當局有意把愛·地球博紀念公園內部裡的一些區域，規劃成以吉卜力工作室動畫為主題的遊樂場所吉卜力公園，並把皋月和梅的家列入為未來會與吉卜力公園合併的設施。而為了配合吉卜力公園的興建，皋月和梅的家在2020年7月13日起暫停對遊客開放。

## 圖集
- 從高處觀看的視角。
- 室內的榻榻米房間。
- 皋月和梅的父親草壁達郎的書房。
- 草壁家門外的水井。
- 印有龍貓名稱開頭字的屋瓦。
- 房子地基下撒有龍貓常撿來吃的橡子。
- 草壁一家人使用的腳踏車。
- 草壁姊妹與龍貓相遇場景裡出現的公車站牌。

## 外部連結
- 2005年國際博覽會的皋月和梅的家介紹頁面 （页面存档备份，存于）